# Wiktor Kałmykow
Wiktor Kałmykow, ros. Виктор Калмыков (ur. w 1946) – radziecki żużlowiec. 
Wielokrotny finalista indywidualnych mistrzostw Związku Radzieckiego (najlepsze wynik: 1972, 1973 – dwukrotnie VI miejsca). Dziewięciokrotny medalista drużynowych mistrzostw Związku Radzieckiego: sześciokrotnie złoty (1973, 1974, 1975, 1976, 1977, 1978), dwukrotnie srebrny (1968, 1972) oraz brązowy (1969). Trzykrotny medalista indywidualnych mistrzostw Rosji: srebrny (1977) oraz dwukrotnie brązowy (1971, 1973).
Wielokrotny reprezentant ZSRR na arenie międzynarodowej. Dwukrotny finalista drużynowych mistrzostw świata (Olching 1972 – srebrny medal, Chorzów 1974 – IV miejsce). Finalista indywidualnych mistrzostw świata (Londyn 1972 – XI miejsce). Uczestnik półfinału mistrzostw świata par (Krško 1974 – II miejsce; w finale został zastąpiony przez Grigorija Chłynowskiego).